# Wydział Biologii Uniwersytetu w Białymstoku
Wydział Biologii Uniwersytetu w Białymstoku – jeden z 15 wydziałów Uniwersytetu w Białymstoku.

## Historia
Historia Wydziału jest nierozerwalnie związana z historią Uniwersytetu w Białymstoku. W 1997, wraz z powołaniem w tym mieście  samodzielnego uniwersytetu, w wyniku podziału Wydziału Matematyczno-Przyrodniczego utworzono Wydział Biologiczno-Chemiczny. W skład Wydziału weszły dwa instytuty: Instytut Biologii i Instytut Chemii. Była to pierwsza i jedyna w Polsce jednostka naukowa łącząca obszar nauk ścisłych i nauk przyrodniczych. Dziekanem Wydziału został prof. dr hab. Marek Gębczyński.
Wydział Biologii powstał 1 października 2019 roku w ramach przekształcenia Instytutu Biologii istniejącego w ramach Wydziału Biologiczno-Chemicznego Uniwersytetu w Białymstoku.

## Kierunki kształcenia

### Studia I stopnia
Dostępne kierunki:
- Biologia
- Ekobiznes
- Mikrobiologia

### Studia II stopnia
Dostępne kierunki:
- Biologia
- Biologia z przygotowaniem pedagogicznym

### Szkoła Doktorska
Dostępne kierunki:
- Nauki biologiczne

### Studia podyplomowe
Dostępne kierunki:
- Biologia

## Struktura organizacyjna
| Katedra                                       | Kierownik                             |
| --------------------------------------------- | ------------------------------------- |
| Katedra Biologii i Ekologii Roślin            | prof. dr hab. Emilia Alicja Brzosko   |
| Katedra Ekologii Ewolucyjnej i Fizjologicznej | prof. dr hab. Jan R. E. Taylor        |
| Katedra Ekologii Wód                          | prof. dr hab. Andrzej Górniak         |
| Katedra Mikrobiologii i Biotechnologii        | prof. dr hab. Izabela Święcicka       |
| Katedra Paleobiologii                         | prof. dr hab. Mirosława Kupryjanowicz |
| Katedra Zoologii i Genetyki                   | prof. dr hab. Mirosław Ratkiewicz     |

## Poczet dziekanów
- historyczny poczt dziekanów Wydziału Biologiczno-Chemicznego[1]

1. prof. dr hab. Marek Gębczyński (1997–1999)
2. dr hab. Jacek Morzycki (1999–2005)
3. prof. dr hab. Anatol Kojło (2005–2012)
4. dr hab. Iwona Ciereszko (2012–2016)
5. prof. dr hab. Beata Godlewska-Żyłkiewicz (2016–2019)

- od 2019 dziekani Wydziału Biologii UwB

1. dr hab. Piotr Zieliński (2019–2024)
2. dr hab. Andrzej Bajguz (od 2024)

## Władze Wydziału
W kadencji 2024–2028:
| Stanowisko                           | Imię i nazwisko                   |
| ------------------------------------ | --------------------------------- |
| Dziekan                              | dr hab. Andrzej Bajguz            |
| Prodziekan ds. studenckich i rozwoju | dr Marek Bartoszewicz             |
| Prodziekan ds. kształcenia           | dr hab. Katarzyna Jadwiszczak     |
| Prodziekan ds. nauki                 | prof. dr hab. Mirosław Ratkiewicz |